# Karl Lang (Autor)
Karl Lang (* 30. August 1968 in Wien) ist ein österreichischer Sachbuchautor, Honorarprofessor und Industriemanager im Bereich des Personalmanagements. 

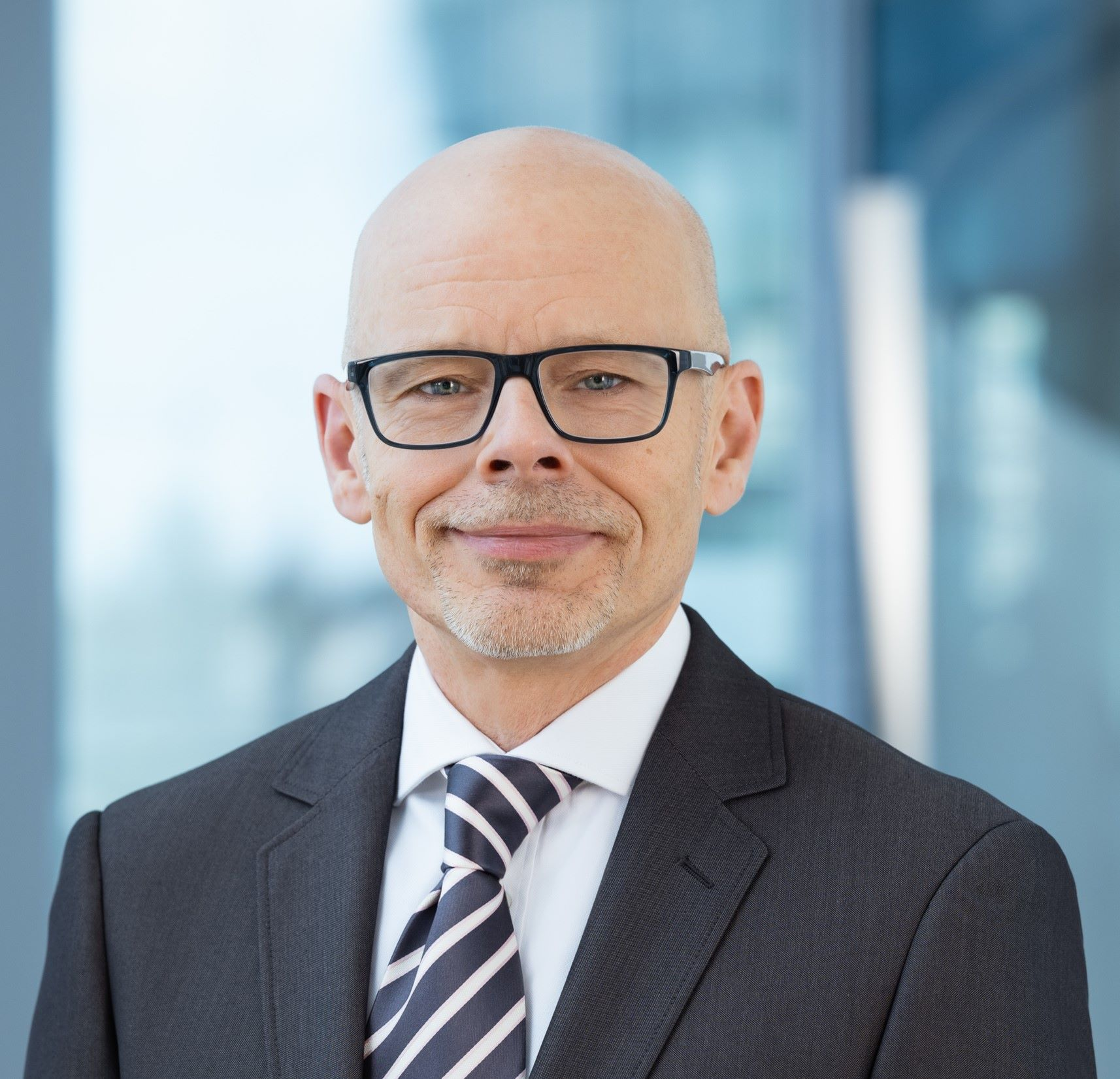
Karl Lang (2024)

## Werdegang
Lang wuchs in Steyr in Oberösterreich auf und schloss 1987 die Bundeshandelsakademie Steyr mit ausgezeichnetem Erfolg ab. Anschließend absolvierte er ein Studium der Sozial- und Wirtschaftswissenschaften (Studienrichtung: Wirtschaftspädagogik) mit den Schwerpunkten Personalmanagement, Arbeitsrecht und Wirtschaftsinformatik an der Wirtschaftsuniversität Wien und erwarb Anfang 1993 den akademischen Grad eines Magisters. Danach absolvierte er 1997 eine Managementausbildung am Managementzentrum St. Gallen.
Ab 1990 arbeitete er im österreichischen Bankwesen bei der UniCredit Bank Austria AG und war ab 1994 sechs Jahre im Bereich des Personal- und Bildungsmanagements bei der Raiffeisenlandesbank NÖ-Wien AG tätig. Danach wechselte er zur Siemens Aktiengesellschaft Österreich und übernahm ab Herbst 2001 die Leitung der innerbetrieblichen Personalentwicklung. Im Laufe der Zeit verantwortete er bei Siemens verschiedene Fachbereiche des Personalmanagements und ist in leitender Funktion als Prokurist sowohl bei Siemens in Österreich als auch in der Slowakei tätig.

## Tätigkeit als Sachbuchautor
Seit den 2000er Jahren widmet er sich der Forschung im Personalmanagement und beschäftigt sich mit aktuellen Entwicklungen in Gesellschaft, Arbeit und Beruf. Seine Buchpublikationen sind  in mehreren Auflagen erschienen. Darüber hinaus veröffentlichte er ca. sechzig Beiträge in Fachbüchern und fachspezifischen Wissenschaftsmagazinen. Des Weiteren ist er Autor von Fachbeiträgen der Arbeits- und Sozialrechtskartei des Linde Verlags in Wien.

## Tätigkeit in der Lehre
Ab 1993 unterrichtete er sieben Jahre nebenberuflich Betriebs- und Personalwirtschaft an der European Management Academy, einem Ausbildungszweig der Europa-Wirtschaftsschulen in Wien. Gleichzeitig war er Fachgruppenvorstand für Human Resource Management.
Nach Vortragstätigkeiten an der Universität für Weiterbildung Krems und der Wirtschaftsuniversität Wien ab 2001 lehrt er nun seit 2010 an der Hochschule Burgenland in Eisenstadt am Department Wirtschaft im Fachbereich Human Resource Management. 2023 wurde ihm von der Hochschule Burgenland in Würdigung seiner wissenschaftlichen und pädagogischen Leistungen der Titel Honorarprofessor verliehen.

## Zusatzfunktionen
- Fachkundiger Laienrichter in der österreichischen Arbeits- und Sozialgerichtsbarkeit
- Fachkundiger Laienrichter in der österreichischen Bundesfinanzgerichtsbarkeit
- Mitglied des Regionalbeirats beim Arbeitsmarktservice in Wien
- Mitglied des wissenschaftlichen Beirats der Österreichischen Akademie für Arbeitsmedizin und Prävention in Wien (bis 2010)

## Einzelwerke
- Personalmanagement 4.0, Strategien und Konzepte zur aktiven Gestaltung der Arbeitswelt von morgen. 3. Auflage. Wien 2023, ISBN 978-3-7143-0385-8.
- Personalmanagement 3.0, 22 Kernkonzepte aus der aktuellen Führungspraxis. 1. Auflage. Wien 2014, ISBN 978-3-7093-0563-8.
- Personalführung – Nicht nur reden, sondern leben!, Methoden für eine erfolgreiche Potenzial- und Kompetenzentwicklung. 3. Auflage. Wien 2009, ISBN 978-3-7143-0164-9.
- Human Resources Management – wirksame Konzepte einer modernen Personalpolitik. 1. Auflage. Wien 2008, ISBN 978-3-7143-0142-7.
- Bildungs-Controlling – Personalentwicklung effizient planen, steuern und kontrollieren. 2. Auflage. Wien 2006, ISBN 3-7143-0062-7.
- Leben in Projekten – Projektorientierte Karriere- und Laufbahnmodelle. 1. Auflage. Wien 2005, ISBN 3-7143-0024-4.

## Beiträge zu Sammelwerken
- Mindset Change in der Personalentwicklung: Durch Lernen und Bildung zu persönlichem Wachstum und nachhaltigem Erfolg. In: Jahrbuch der Weiterbildung. Wien 2023.[5]
- Projektkarriere auf dem Prüfstand – ein Praxisbericht. In: Andreas Nachbagauer, Iris Schirl (Hrsg.): Human Resource Management in projektorientierten Unternehmen. Wien 2013, ISBN 978-3-7143-0234-9.
- Karriere im Management von Wissen – Entwicklung und Förderung von Fachexpertinnen und -experten im Rahmen einer eigenen Fachlaufbahn – gezeigt am Beispiel der Siemens AG Österreich. In: Gerhard Niedermair (Hrsg.): Betriebliche Ausbildung, Weiterbildung und Personalentwicklung – Ein Blick in die Praxis. Linz 2009, ISBN 978-3-85499-617-0.

## Auszeichnungen
- 2023: Verleihung des Titels Honorarprofessor[6]